# Черлтон, Джон, 1-й барон Черлтон
Джон Черлтон (англ. John Charleton; приблизительно 1268—1353) — английский аристократ, лорд Валлийской марки, 1-й барон Черлтон с 1313 года, лорд-юстициарий Ирландии в 1337—1338 годах. Расширил семейные владения за счёт наследства ла Полей и королевских пожалований, участвовал в мятежах против Эдуарда II.

## Биография
Джон Черлтон принадлежал к незнатному рыцарскому роду из Шропшира. Он родился приблизительно в 1268 году в семье Роберта Черлтона; один из его братьев, Алан, стал родоначальником Черлтонов из Апли Кастл, а другой, Томас, — епископом Херефорда. Роберт не упоминается в источниках после 1300 года — видимо, именно тогда он умер, а его земли перешли к Джону. Последний в 1301 году сражался в Шотландии во главе отряда из 59 стаффордширских лучников. С 1305 года Джон служил принцу Уэльскому Эдуарду, после его восшествия на престол в 1307 году стал королевским придворным, в том же году был посвящён в рыцари. В 1308 году он сопровождал короля во Францию, в 1309 году получил поместье Понтесбури в Шропшире. Вскоре после смерти бездетного валлийского аристократа Грифида ап Оуэна, владевшего обширными землями в Поуисе, Черлтон женился на его сестре и потенциальной наследнице Гевизе; благодаря этому он смог установить контроль над владениями Грифида, так что в 1310 году выставил в армию для шотландского похода отряд в 400 человек. Не позже 1311 года Черлтон стал лордом-камергером. Он заслужил репутацию человека алчного и агрессивного, но при этом пользовался расположением короля и был одним из самых лояльных его сторонников. Оппозиционные Эдуарду II лорды-ордайнеры требовали удаления Черлтона от двора, король им в этом отказывал.
В 1311 году о своих правах на наследство Грифида ап Оуэна заявил его дядя Грифид де ла Поль. Согласно валлийскому праву, земли в Поуисе должны были достаться ему; с точки зрения английских обычаев законным владельцем был Черлтон. Король поддерживал последнего. Ла Поль в союзе со своим родственником Фульком ле Стрейнджем начал войну и осадил врага в его резиденции, но был вынужден отступить, когда на помощь Черлтону пришёл Роджер Мортимер.
26 июля 1313 года сэр Джон был вызван в парламент как барон Черлтон. Это означало закрепление за ним статуса одного из крупнейших землевладельцев в центральной части Валлийской марки. В 1314 году барон стал констеблем замка Билт, принял участие в очередном шотландском походе и в катастрофической для англичан битве при Баннокберне. В 1317 году он получил от короля несколько замков в Шропшире, благодаря чему укрепил свои позиции в Марке. Вскоре положение сэра Джона оказалось под угрозой: у короля появился новый фаворит, Хью ле Диспенсер, который заменил Черлтона на посту камергера и начал создавать своё княжество в Южном Уэльсе. Сэр Джон примкнул к баронам, замыслившим мятеж. После поражения при Боробридже в марте 1322 года он сдался королю, получил пощаду и вскоре снова заслужил благосклонность Эдуарда. В последующие годы Черлтон тайно контактировал с одним из главных оппозиционеров Роджером Мортимером, бежавшим во Францию (сын Черлтона был женат на дочери Мортимера), а в 1326 году, когда Мортимер высадился в Англии, чтобы свергнуть Диспенсеров, открыто к нему примкнул. Вскоре Эдуард II был низложен, его фавориты были казнены, а Мортимер стал фактическим правителем королевства. Именно Черлтон арестовал одного из главных союзников Хью ле Диспенсера — Эдмунда Фицалана, 9-го графа Арундела, который вскоре был обезглавлен.
Свержение Мортимера новым королём, Эдуардом III (1330 год), не отразилось на Черлтоне. Барон закрепил за собой поуисские владения после смерти Грифида, смог примириться с сыном Эдмунда Фицалана Ричардом. В 1337 году он был назначен лордом-юстициарием Ирландии, находившейся тогда в состоянии анархии, но уже через полгода его отозвали из-за обвинений в некомпетентности, озвученных братом Джона Томасом. Последние годы барон провёл в своих землях. Он исправно поставлял воинские контингенты для французских и шотландских походов, до 1346 года включительно участвовал в работе парламентов. Чертон умер в глубокой старости в 1353 году и был похоронен во францисканском монастыре в Шрусбери, рядом с женой.

## Семья
От брака с Гевизой, дочерью Оуэна де ла Поля и Джоан Корбет, у Джона Черлтона родились сын Джон, ставший 2-м бароном Черлтон, и дочь Изабелла, вышедшая за Джона Саттона, 1-го барона Саттона из Дадли.